# Hafengesellschaft Rotterdam
Die Hafengesellschaft Rotterdam (niederländisch Havenbedrijf Rotterdam N.V.; englisch Port of Rotterdam Authority) ist für die Verwaltung, den Betrieb und die weitere Entwicklung des Rotterdamer Hafen- und Industriegebiets verantwortlich.
Auch der südöstlich von Rotterdam gelegene Hafen von Dordrecht wird durch die Hafengesellschaft Rotterdam verwaltet und betrieben.

## Geschichte
Die Hafengesellschaft Rotterdam entstand aus einer 1932 gegründeten kommunalen Einrichtung der Stadt Rotterdam. Zum 1. Januar 2004 wurde die städtische Hafenbehörde (niederl. Gemeentelijk Havenbedrijf Rotterdam) privatisiert. Die Hafengesellschaft Rotterdam hat zwei Aktionäre: die Stadt Rotterdam und den niederländischen Staat. 
2022 besuchten zirka 29.000 Seeschiffe und 97.000 Binnenschiffe den Rotterdamer Hafen. Für die Abwicklung dieser Schiffsbewegungen setzt die Gesellschaft ein modernes Radarsystem, Patrouillenboote und Inspektoren ein, die u. a. den Transport gefährlicher Stoffe überwachen. Die Stadt Rotterdam plant zusammen mit der Hafengesellschaft Rotterdam die Zukunft des Hafens. Dazu wurden bereits Rahmenpläne erarbeitet.

## Ziele
Die Hafengesellschaft verfolgt satzungsgemäß zwei Ziele:
- Förderung einer effektiven, sicheren und effizienten Abwicklung des Schiffsverkehrs im Rotterdamer Hafen und dem Anlaufgebiet vor der Küste
- Entwicklung, Ausbau, Verwaltung und Betrieb des Rotterdamer Hafens